# Snövit och de sju dvärginnorna
Snövit och de sju dvärginnorna (engelska: Happily Ever After, även Snow White: Happily Ever After, Snow White: The Adventure Continues och Snow White and the Seven Dwarfelles) är en amerikansk tecknad film från 1989  regisserad av John Howley och producerad av Filmation.
Filmen är löst baserad på den klassiska sagan om Snövit och släpptes samma sommar som Walt Disneys långfilm med det snarlika namnet "Snövit och de sju dvärgarna" hade nypremiär på biografer.
Den utgavs även i Sverige på köpvideo som Snövit: Äventyret fortsätter.

## Handling
Lord Maliss, den elaka drottningens bror, vill hämnas på Snövit efter det som har hänt med hans syster. Han tillfångatar prinsen. Snövit kommer till de sju dvärgarnas hus och märker att de sju dvärginnorna, dvärgarnas kusiner, har fått flyttat in efter att dvärgarna öppnat en ny gruva någon annanstans. Tillsammans med sina nya vänner, försöker hon rädda sin prins och sitt eget liv från Lord Maliss.

## Medverkande

### Engelska röster[3]
- Irene Cara – Snow White (Snövit)
- Malcolm McDowell – Lord Maliss
- Phyllis Diller – Mother Nature (Moder Natur)
- Michael Horton – The Prince (Prinsen)
- Dom DeLuise – The Looking Glass (Spegeln)
- Carol Channing – Muddy (Gyttjis)
- Zsa Zsa Gábor – Blossom (Blommis)
- Linda Gary – Critterina (Krittrina?) / Marina
- Sally Kellerman – Sunburn (Solsting)
- Tracey Ullman – Moonbeam (Månstråle) / Thunderella (Åskungen)
- Jonathan Harris – Sunflower (Solrosen)
- Frank Welker – Batso the Bat (Fladdermusen) / The Shadow-Man (Skuggmannen)
- Eddie Asner – Scowl the Owl (Ugglan)

#### Okrediterade[3]
- Michael Bell – Goons (busar)
- Harry Shearer – Goons (busar)

### Svenska röster
- Nina Gunke – Snövit / Blommis
- Kenneth Milldoff – Spegeln / Ugglan / Gyttjis
- Håkan Mohede – Lord Maliss / Prinsen / Solsting